# Porencefalia
Porencefalia é uma doença extremamente rara que acomete o sistema nervoso central. 
Surgem cistos e cavidades em um hemisfério cerebral podendo acontecer antes ou depois do nascimento.
Os cistos são em geral resultado de destruição tecidual por infecção ou doença vascular comumente.
Também podem ser resultado de falha no desenvolvimento.